# Wacław Wróblewski (pedagog)
Wacław Wróblewski (ur. 1924 w Pleszewie, zm. w grudniu 2011 w Poznaniu) – polski pedagog, choreoterapeuta, twórca tzw. metody Wróblewskiego, prekursor pedagogiki tańca w Polsce i form gimnastycznych osób niewidomych i słabowidzących.

## Życiorys
Podczas okupacji niemieckiej zmuszono go do pracy w kopalniach na terenie Westfalii. Nie wychodził wówczas długo na powierzchnię, co miało wpływ na jego zrozumienie problemów osób z wadami wzroku. W 1952 ukończył Wyższą Szkołę Wychowania Fizycznego w Poznaniu. Pracował potem w Zakładzie Teorii i Metodyki Ćwiczeń Muzyczno-Ruchowych i Tańców. Pracował z ludźmi niepełnosprawnymi, m.in. na organizowanych przez Jana Dziedzica w latach 1961-1971 letnich i zimowych obozach terapeutycznych. Opracował w tych latach metodę nauczania tańca osób niewidzących lub niedowidzących, zwaną potem metodą Wróblewskiego. Pozwalała ona opanować niewidzącym jedenaście tańców towarzyskich, co jest znakomitym wynikiem nawet dla osób nie posiadających wad wzroku. Metoda opierała się na specjalnych tablicach do nauki tańca, stworzonych na podstawie wybranych liter i znaków alfabetu Braille‘a. Metoda zdobywała popularność i Wróblewski prowadził kursy jej nauczania do 1971, kiedy to zawieszono je z braku funduszy. W 2001 do metody wrócono i weszła ona m.in. do programu corocznych poznańskich Warsztatów Tańca Współczesnego. 
W latach 1962–1970 nauczał tańca w Państwowej Szkole Baletowej w Poznaniu. Był też choreografem i kierownikiem artystycznym kilku zespołów tańca ludowego. W 2005 wydał publikację Taniec towarzyski w rehabilitacji osób niewidomych.

## Nagrody
- Medal Towarzystwa Hipolita Cegielskiego "Labor Omnica Vincit",
- Odznaka „Zasłużony Działacz Kultury” - 1969,
- Medal za Zasługi dla Oświaty, Kultury i Sportu - 1993,
- Medalem Komisji Edukacji Narodowej - 2000[1].

Był członkiem honorowym Polskiego Stowarzyszenia Choreoterapii. Nakręcono o nim dwa filmy dokumentalne:
- Tańczyć każdy może (2005),
- Niewidzialni (reż. Katarzyna Gondek, 2010)[1].